# Milly Quezada

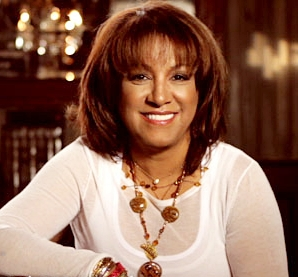
Milly Quezada

Milagros del Rosario „Milly“ Quezada Borbón (* 21. Mai 1955 in Santo Domingo), bekannt als „La Reyna del Merengue“, ist eine dominikanische Sängerin.

## Karriere
Quezada wanderte 1965 mit ihrer Familie in die USA aus. Mit ihren Geschwistern Rafael und Martin gründete sie 1975 in New York ihre Band Milly Con Los Vecinos (später Milly, Jocelyn y Los Vecinos), mit der sie im Folgejahr ihr erstes Album aufnahm. Mit Titeln wie La Guacherna, Volvió Juanita und Tengo hatte die Gruppe in den 1970er und 1980er Jahren große, auch internationale Erfolge.
Es entstanden Aufnahmen bei den Labels Algar Records, Barón Records, CBS Internacional, VO Records, Tropic Sun und Sony Music Tropical. 1995 nahm Quezada zum Gedanken an ihren verstorbenen Ehemann und Manager Rafael Vásquez das Album En Tus Manos auf. 1997 entstand bei Sony Discos ihr erstes Soloalbum Hasta Siempre, das ebenfalls ihrem Mann gewidmet war.
1998 nahm Quezada das Album Milly Vive auf. Für das Duo Para Darte Mi Vida mit Elvis Crespo aus dieser Produktion wurde sie mit dem Premio lo Nuestro in der Kategorie Dúo Tropical ausgezeichnet. 1999 erhielt sie für das Album einen Billboard Music Award in der Kategorie Album tropical femenino, die gleichnamige Produktion am Teatro Nacional de Santo Domingo einen Premio Casandra.
2001 erhielt Quezada den Premio Casandra als Sängerin des Jahres und wurde von Präsident Hipólito Mejía mit dem Orden de Cristóbal Colon ausgezeichnet. Mit dem Album Pienso Asi gewann sie 2003 erneut einen Billboard Award, außerdem einem Grammy und einen Latin Grammy. Ähnlich erfolgreich war 2005 das Album MQ (u. a. mit der Komposition Quiero Ser von Ramón Orlando) Für einen Auftritt beim Carnaval de Barranquilla in Kolumbien wurde sie 2006 mit dem El Congo del Oro ausgezeichnet.
Im selben Jahr debütierte Quezada als Schauspielerin in dem dominikanischen Film Juniol. 2008 wurde ihr im Auditorium der Columbia University durch die dominikanische Botschaft der Orden al Merito Ciudadano verliehen.

## Diskografie (Auswahl)

### Alben
| Jahr | Titel             | Höchstplatzierung, Gesamtwochen, AuszeichnungChartsChartplatzierungen (Jahr, Titel, Platzierungen, Wochen, Auszeichnungen, Anmerkungen) | Anmerkungen |
| Jahr | Titel             | Latin | Anmerkungen |
| ---- | ----------------- | --- | ----------- |
| 1998 | Vive              | Latin23 (15 Wo.)Latin |             |
| 2008 | ...Solo Faltas Tu | Latin65 (2 Wo.)Latin |             |
| 2011 | Aqui Estoy Yo     | Latin71 (1 Wo.)Latin |             |

### Singles
| Jahr | Titel Album                        | Höchstplatzierung, Gesamtwochen, AuszeichnungChartsChartplatzierungen (Jahr, Titel, Album, Platzierungen, Wochen, Auszeichnungen, Anmerkungen) | Anmerkungen                    |
| Jahr | Titel Album                        | Latin | Anmerkungen                    |
| ---- | ---------------------------------- | --- | ------------------------------ |
| 1998 | Para Darte Mi Vida                 | Latin4 (26 Wo.)Latin | mit Elvis Crespo               |
| 2000 | Pideme                             | Latin26 (7 Wo.)Latin | mit Fernandito Villalona       |
| 2008 | Cosas Del Amor Exitos En 2 Tiempos | Latin48 (3 Wo.)Latin | Olga Tanon feat. Milly Quezada |